# Oreophryne idenburgensis
Oreophryne idenburgensis és una espècie de granota que viu a Indonèsia.